# Fontaine-la-Louvet
Fontaine-la-Louvet è un comune francese di 302 abitanti situato nel dipartimento dell'Eure nella regione della Normandia.

## Società

### Evoluzione demografica
Abitanti censiti